# Love: Part Two
Pour les articles homonymes, voir Love.
 (mars 2011).
Si vous disposez d'ouvrages ou d'articles de référence ou si vous connaissez des sites web de qualité traitant du thème abordé ici, merci de compléter l'article en donnant les références utiles à sa vérifiabilité et en les liant à la section « Notes et références ».
Albums de Angels & Airwaves
Love
(2010) Stomping the Phantom Brake Pedal
(2013)
Singles
1. Anxiety
Sortie : 11 août 2011
2. Surrender
Sortie : 21 octobre 2011

Love: Part Two est le quatrième album du groupe californien Angels & Airwaves. Il est sorti le 1er novembre 2011 sur le label du groupe, To the Stars Records. Au même titre que son prédécesseur, Love: Part Two est un album-concept qui explore des thèmes tels que l'amour, Dieu et l'espoir.
Il s'agit de la suite de l'album Love sorti en 2010. Le batteur Atom Willard, qui a participé à l'enregistrement de l'album, quitte le groupe en octobre 2011 peu avant la sortie de l'album. Il est alors remplacé pour les tournées par Ilan Rubin. 
Le premier single extrait de l'album a été Anxiety, dont le clip a été publié sur YouTube le 11 août 2011. Surrender a été choisi comme second single et est sorti le 31 octobre 2011.
Après la sortie de leur troisième album Love en 2010, le chanteur et guitariste du groupe Tom DeLonge confirme qu'un nouvel album studio portant le nom de Love: Part Two sera publié en même temps que le film du même titre début 2011, film produit par le groupe et contenant de nombreuses chansons du groupe. Le 30 octobre 2010, Tom DeLonge annonce sur Facebook que le film Love sera publié en même temps que Love: Part Two le jour de la Saint-Valentin, le 14 février 2011, exactement un an après la sortie de la première partie Love. Il annonce ensuite que l'album et le film seront repoussés à l'automne 2011. Le 24 juin 2011, Tom DeLonge annonce sur sa page Facebook que l'album sortira le 11 novembre 2011, qu'il comportera vingt titres mais aussi qu'il sera leur meilleur album. L'album sort finalement le 1er novembre 2011 dans un coffret comprenant aussi la première partie Love qui n'avait été édité en CD.
Avant la sortie de Love: Part Two, Tom DeLonge a révélé que Angels & Airwaves avait déjà commencé à travailler sur deux nouveaux albums et deux films correspondants.

## Liste des pistes
| Love  | Love                       | Love              | Love  | Love | Love | Love | Love | Love | Love |
| No    | Titre                      | Auteur            | Durée |      |      |      |      |      |      |
| ----- | -------------------------- | ----------------- | ----- | ---- | ---- | ---- | ---- | ---- | ---- |
| 1.    | Saturday Love              | Angels & Airwaves | 4:21  |      |      |      |      |      |      |
| 2.    | Surrender                  | Angels & Airwaves | 4:30  |      |      |      |      |      |      |
| 3.    | Anxiety                    | Angels & Airwaves | 5:03  |      |      |      |      |      |      |
| 4.    | My Heroine (It's Not Over) | Angels & Airwaves | 3:45  |      |      |      |      |      |      |
| 5.    | Moon as My Witness         | Angels & Airwaves | 4:23  |      |      |      |      |      |      |
| 6.    | Dry Your Eyes              | Angels & Airwaves | 4:51  |      |      |      |      |      |      |
| 7.    | The Revelator              | Angels & Airwaves | 4:52  |      |      |      |      |      |      |
| 8.    | One Last Thing             | Angels & Airwaves | 2:54  |      |      |      |      |      |      |
| 9.    | Inertia                    | Angels & Airwaves | 4:30  |      |      |      |      |      |      |
| 10.   | Behold a Pale Horse        | Angels & Airwaves | 4:04  |      |      |      |      |      |      |
| 11.   | All That We Are            | Angels & Airwaves | 5:36  |      |      |      |      |      |      |
| 48:44 |                            |                   |       |      |      |      |      |      |      |

## Collaborateurs
- Tom DeLonge - Guitare, chant
- David Kennedy - Guitare
- Matt Wachter - Basse
- Atom Willard - Batterie